# Joo Min-kyung
Joo Min-kyung (주민경?, Ju Min-gyeongLR, Chu MinkyŏngMR; 6 luglio 1989) è un'attrice sudcoreana.

## Filmografia

### Cinema
- Gajang botong-ui yeon-ae (가장 보통의 연애?), regia di Kim Han-gyul (2019)

### Televisione
- Yu-na-ui geori (유나의 거리?) – serie TV (2014)
- Pungmun-euro deur-eotso (풍문으로 들었소?) – serie TV (2015)
- Saranghaneun Eundong-a (사랑하는 은동아?) – serie TV (2015)
- Something in the Rain (밥 잘 사주는 예쁜 누나?) – serie TV (2018)
- Sketch (스케치?) – serie TV (2018)
- One Spring Night (봄밤?) – serie TV (2019)
- Gamjeon-ui ihae (감전의 이해?) – film TV (2019)
- Yeonghonsuseon-gong (영혼수선공?) – serie TV (2020)
- Jirisan (지리산?) – serie TV (2021)
- Green Mothers' Club (그린마더스 클럽?) – serie TV (2022)
- Behind Your Touch (힙하게?) – serie TV (2023)
- Nessun guadagno niente amore (손해 보기 싫어서?) – serie TV (2024)
- Amore piccante (사장님의 식단표?) – miniserie TV (2024)
- La valigia (트렁크?) – serie TV (2024)

## Riconoscimenti
- Baeksang Arts Award
  - 2024 – Candidatura Miglior attrice di supporto per Behind Your Touch[2]
  - 2024 – Candidatura Attrice più popolare[3]